# Mikael Gunnulfsen
Mikael Gunnulfsen, né le 25 mars 1993, est un fondeur norvégien.

## Biographie
Membre du club Ørn IF, Mikael Gunnulfsen court ses premières épreuves nationales junior en 2010 et la Coupe de Scandinavie à partir de la saison 2013-2014. Dans cette compétition, il obtient ses premiers résultats significatifs lors de la saison 2015-2016, gagnant le quinze kilomètres classique d'Östersund en guise de premier podium, avant de finir sur le podium aussi sur les Championnats du monde des moins de 23 ans à Rasnov, décrochant la médaille de bronze aur le quinze kilomètres classique. Entre-temps, il fait ses débuts en Coupe du monde à Drammen (33e du sprint).
Lors des deux saisons suivantes, il est plus souvent classé entre la dixième et la vingtième place en Coupe de Scandinavie. Après trois placements dans le top dix à Madona en Coupe de Scandinavie en mars 2019, il est de nouveau appelé en Coupe du monde pour disputer le cinquante kilomètres de Holmenkollen, qu'il termine huitième, synonyme de points pour le classement général. Il finit son hiver par une victoire à la Reistadløpet, course longue distance de Ski Classics.
En novembre 2020, il gagne nettement le quinze kilomètres de Beitostølen, course FIS de préparation, face notamment à des concurrents de l'élite mondial.
Au début de la saison 2021-2022, il est toujours handicapé par sa jambe qu'il s'est cassée lors de l'hiver dernier.
En janvier 2022, toujours cantonné dans la Coupe de Scandinavie, monte sur son troisième podium à ce niveau avec une deuxième place à Falun.

## Palmarès

### Coupe du monde
- Meilleur classement général : 94e en 2019.
- Meilleur résultat individuel : 8e.
- 1 podium en épreuve par équipes mixte : 1 victoire.

#### Classements par saison
| Saison / Épreuve | Général | Général | Distance | Distance | Sprint | Sprint |
| ---------------- | ------- | ------- | -------- | -------- | ------ | ------ |
| Saison / Épreuve | Place   | Points  | Place    | Points   | Place  | Points |
| 2019             | 94e     | 33      | 61e      | 33       | -      | -      |

### Championnats du monde des moins de 23 ans
- Rasnov 2016 :
  -  Médaille de bronze du quinze kilomètres classique.

### Coupe de Scandinavie
- 8e du classement général en 2020.
- 3 podiums individuels, dont 1 victoire.

### Ski Classics
- Vainqueur de la Reistadløpet en 2019.
- Troisième de La Diagonela en 2022.